# Айсгарн
Айсгарн (нем. Eisgarn) — ярмарочная коммуна (нем. Marktgemeinde) в Австрии, в федеральной земле Нижняя Австрия.
Входит в состав округа Гмюнд. Население составляет около 700 человек. Занимает площадь 22,5 км². Официальный код — 30906.

## Политическая ситуация
Бургомистр коммуны — Карл Бруннер (АНП) по результатам выборов 2005 года.
Совет представителей коммуны (нем. Gemeinderat) состоит из 15 мест.
- АНП занимает 10 мест.
- СДПА занимает 5 мест.